# Topol osikovitý
Topol osikovitý (Populus tremuloides) je druh listnatého stromu z čeledi vrbovitých, rostoucí v Severní Americe. Ze všech severoamerických dřevin zaujímá největší areál rozšíření. Šíří se vegetativním vytvářením klonálních porostů, které mohou dosahovat značné rozlohy. Je národním stromem státu Utah. V rámci rodu topol je řazen do sekce Populus sect. Populus, je tedy blízce příbuzný mj. s eurasijskými druhy topolem osikou a topolem bílým.

## Popis

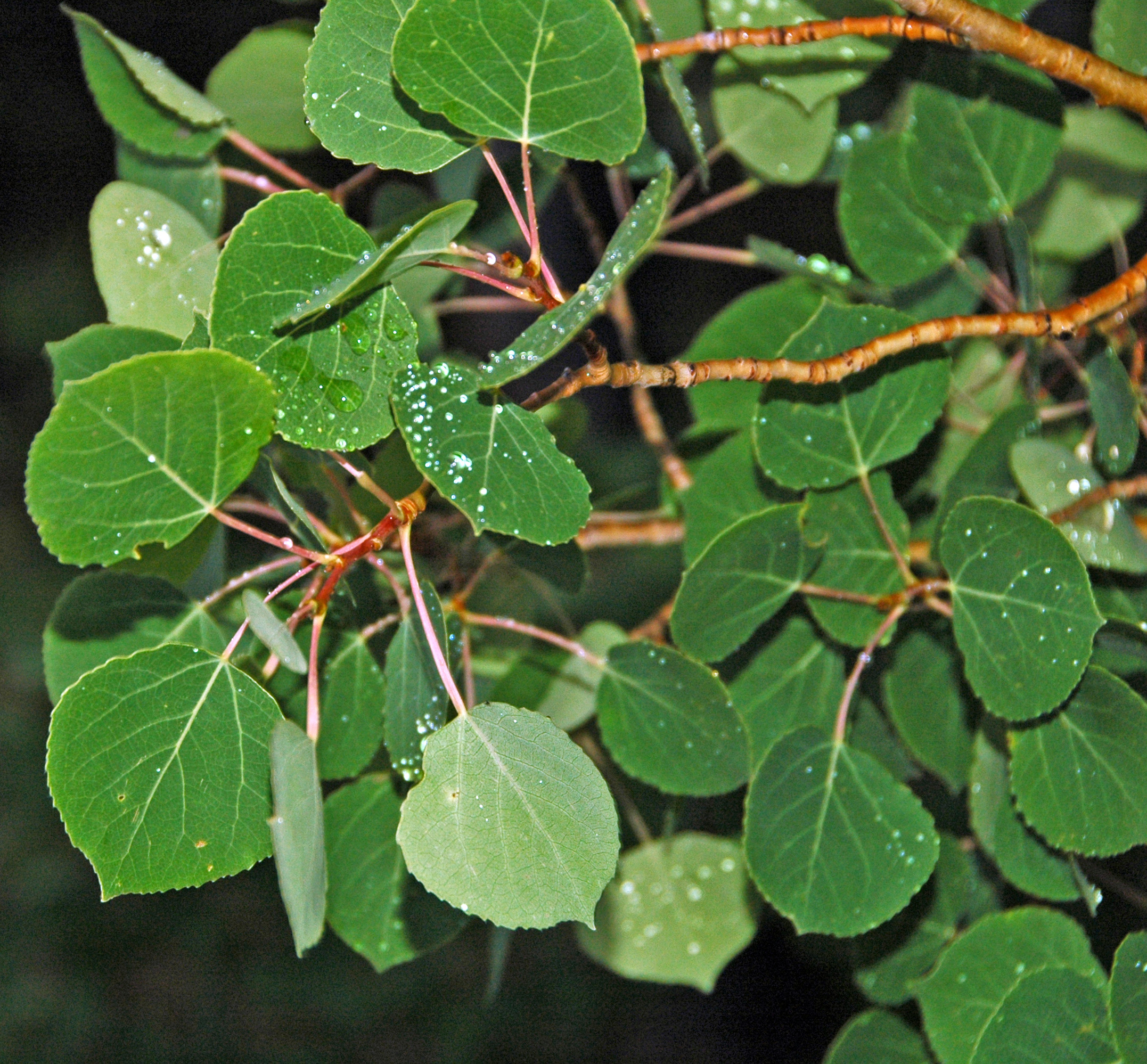
Detail listů

Topol osikovitý je dvoudomý, opadavý, rychle rostoucí strom, který může dorůstat výšky až 35 metrů, s kmenem silným výjimečně až 1 m v průměru a s úzkou, oválnou korunou. Je pokryt relativně tenkou, světle šedozelenou borkou, v mládí hladkou, ve stáří s mnoha tmavými horizontálními jizvami. Střídavě posazené listy jsou poměrně drobné, leskle zelené, téměř okrouhlé, 4–7 cm dlouhé, celokrajné či mělce zubaté; jejich řapík je výrazně zploštělý, což má za následek, že listí se chvěje při sebemenším závanu větru, podobně jako u evropské osiky. Na podzim se listy barví do zářivě žlutého odstínu, zřídka též s nádechem do červena.
Samčí i samičí jehnědy jsou 4–7 cm dlouhé, průměrně s 50–65 drobnými květy, rozvíjejí se brzy zjara ještě před olistěním, opylovány jsou větrem. Plody jsou malé úzce vejčité tobolky obsahující lehká ochmýřená semena.

## Ekologie a rozšíření

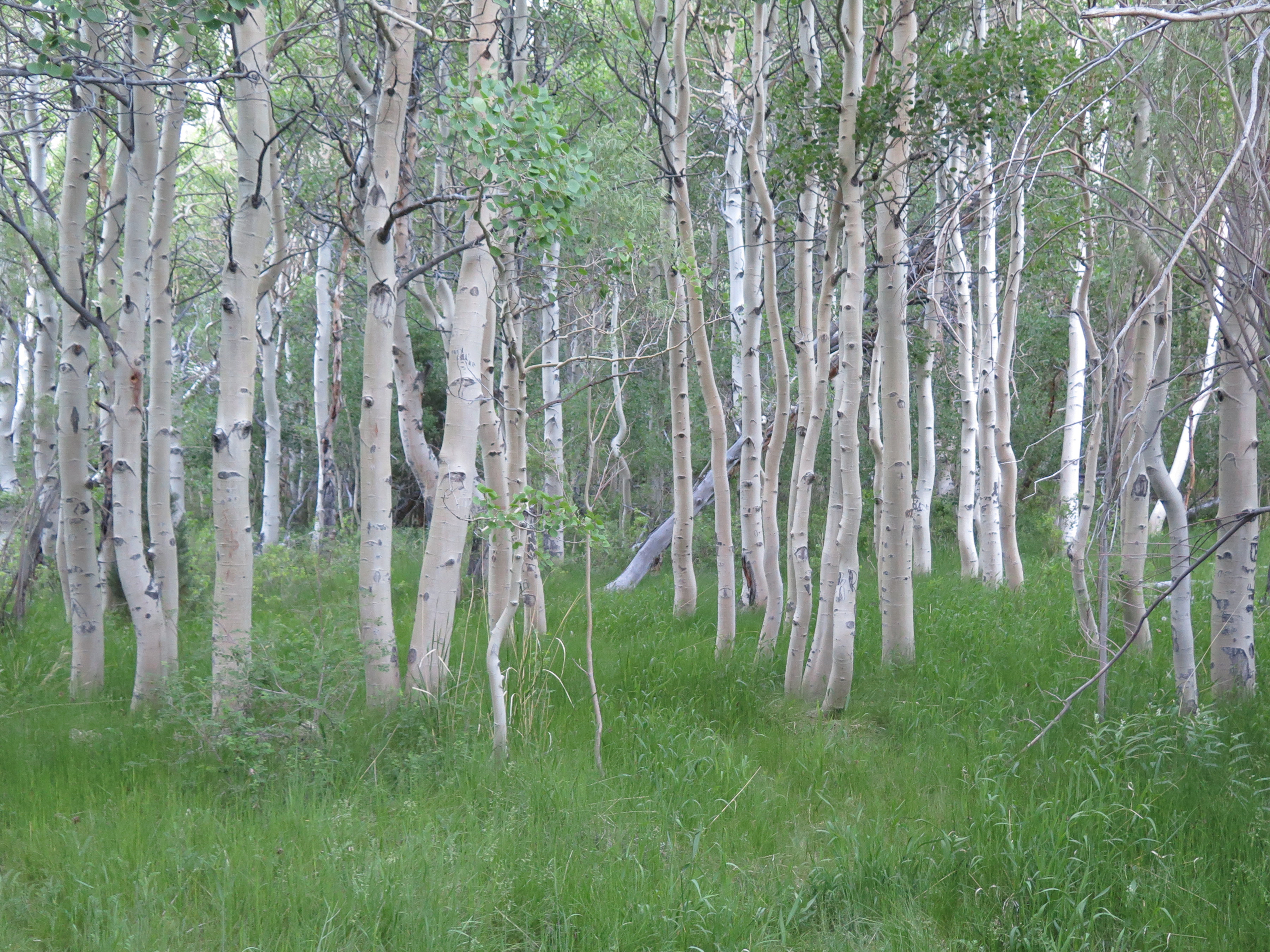
Pohled do mladého výmladkového lesa topolu osikovitého

Areál rozšíření topolu osikovitého zahrnuje značnou část Severní Ameriky. Roste na většině území Kanady včetně Severozápadního teritoria a Nunavutu a též v Brooksově pohoří na Aljašce, kde překračuje Severní polární kruh. Ve Spojených státech obývá Novou Anglii a oblast okolo Velkých jezer, rozšířen je též ve vyšších polohách na většině území Skalnatých hor, na jihozápadě USA a v Kalifornii, drobné arely sahají až do centrálního Mexika. Chybí na jihovýchodě USA a na Floridě.
Nejlépe prospívá v hlubokých, humózních, setrvale vlhkých, ale dobře odvodněných půdách na plném slunci, snese ale velmi různé životní podmínky. V praxi vyrůstá na široké škále stanovišť od skalnatých pohoří po písčité a štěrkovité náplavy nížin, roste na březích vodních toků i na narušených ruderálních stanovištích, na přechodech mezi prériemi a tajgou či na okrajích horských lesů. Svědčí mu chladnější severské klima: na severu areálu roste v nízkých polohách až k mořské hladině, na jihu Skalistých hor a v Mexiku naopak šplhá až do nadmořských výšek přes 3000, vzácně až 4000 m n. m. Na suchých stanovištích roste pomaleji a dožívá se vyššího věku než na vlhkých, obvykle kolem 100–120 let, na vlhčím východě Ameriky pak žije pouze okolo 60 let. V krajině bývá pionýrskou dřevinou, která se objevuje na pasekách či po požárech a později je sukcesně nahrazována náročnějšími klimaxovými druhy stromů.

## Rozmnožování

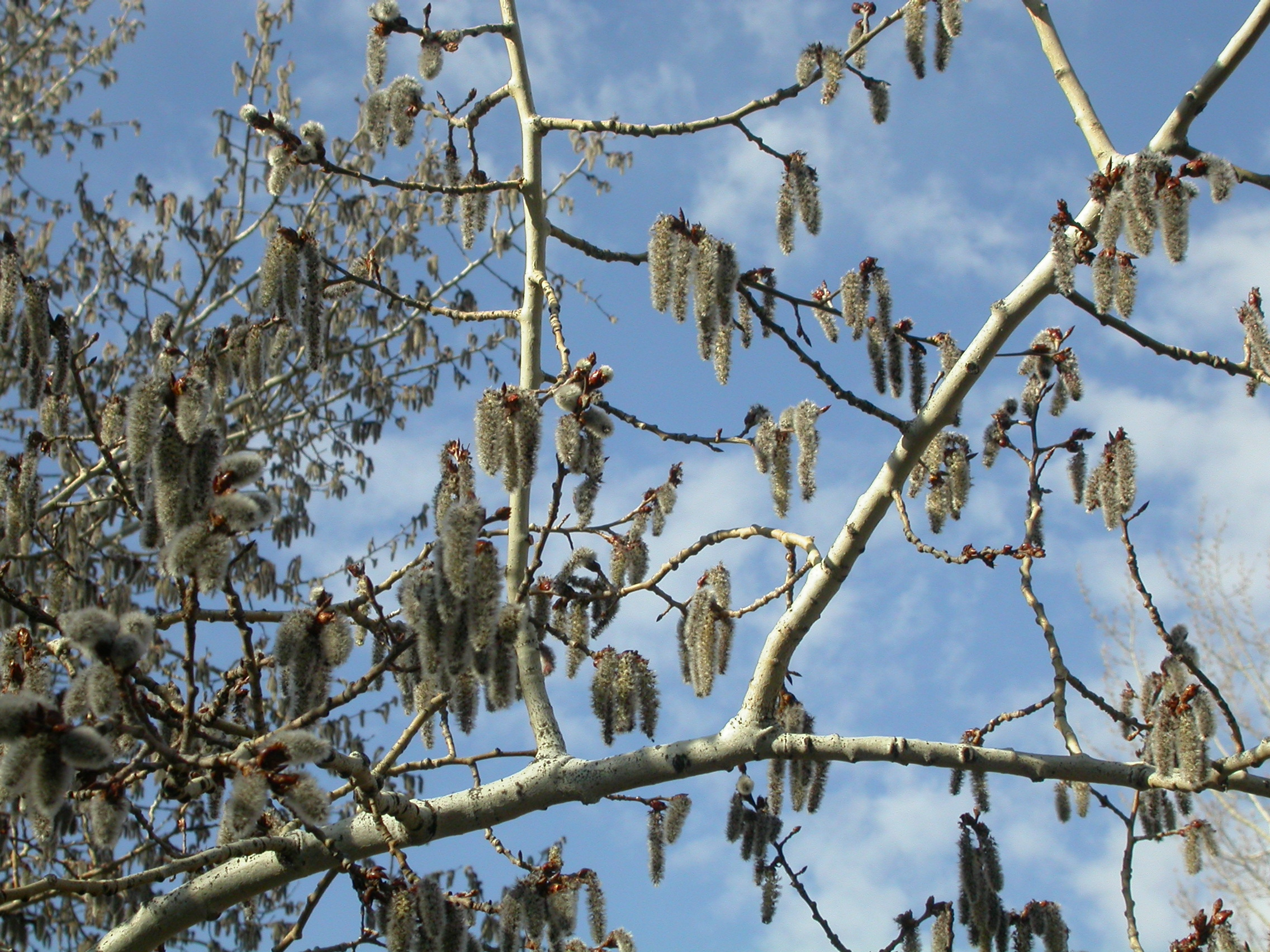
Kvetoucí jehnědy

Topol osikovitý se jen zřídka rozmnožuje generativně: vytváří sice semena, která jsou ovšem velmi malá a klíčivost si podržují jen po velmi krátkou dobu. Hlavním způsobem rozmnožování tohoto stromu je vegetativní rozrůstání pomocí kořenových výběžků. Takto dokáže vytvořit velmi rozsáhlé klonální porosty, které se skládají ze stovek i tisíců kmenů a mohou dosáhnout rozlohy až 1 km². Nejslavnější takovou výmladkovou kolonií je les Pando v Utahu, považovaný za největší, nejtěžší a nejstarší organismus na světě. Vzhledem k tomu, že se jedná o dvoudomý strom a celé tyto klonální háje jsou geneticky identické, obsahují vždy pouze samčí, či pouze samičí jedince, což rovněž přispívá k obtížnosti pohlavního rozmnožování. Přesto však byli zaznamenáni spontánní hybridi s topolem Populus grandidentata.

## Význam

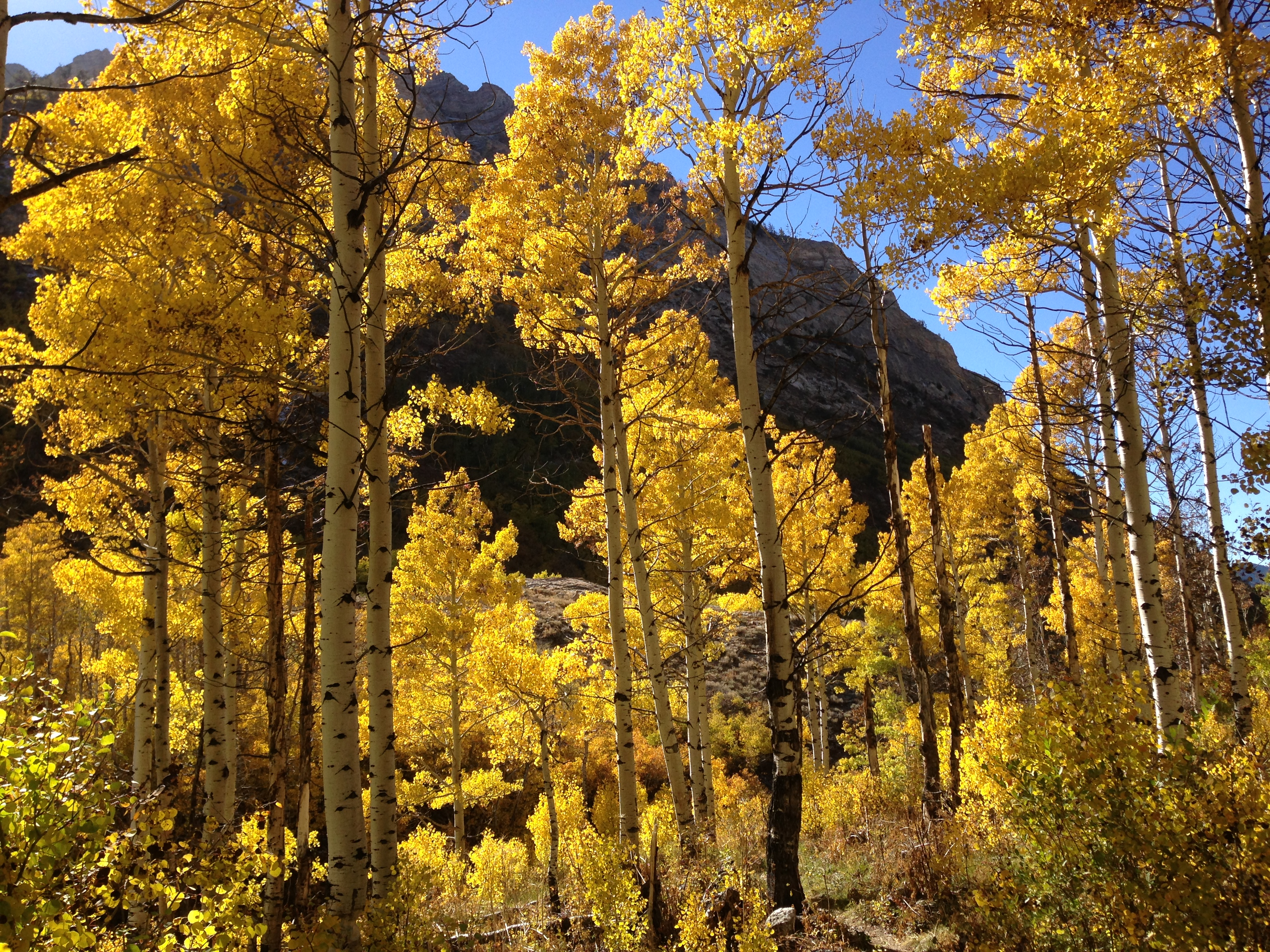
Podzimní scenerie z Nevady

Ekologický význam stromu je velký, neboť slouží jako potrava velkému množství živočišných druhů: listy, mladé větvičky a pupeny jsou spásány jeleny, losy, divokými ovcemi a kozami; bobři a zajíci ohlodávají kůru, tetřívci a křepelky zase vyštipují zimní pupeny. Člověkem je strom využíván pro dřevo, které je ovšem poměrně měkké a málo odolné; používá se jednak na přípravu celulózy, jednak na výrobu zápalek, bedýnek, dřevotřísek či menších částí nábytku. V klimaticky příznivých oblastech je vysazován též pro okrasu, především kvůli svému atraktivnímu podzimnímu zbarvení.